# Az alvajáró
Az alvajáró (La Sonnambula) Vincenzo Bellini kétfelvonásos operája. Szövegkönyvét Felice Romani írta. Ősbemutatójára 1831. március 6-án volt a milánói Teatro Carcanóban. Magyarországi bemutatója 1832-ben volt a pesti Német Színházban. Magyarul 1841. június 19-én hangzott el először a Nemzeti Színházban.
Az opera 14 zárt számból áll. Játékideje: I. felvonás: 86 perc, II. felvonás: 54 perc.

## Az opera keletkezése
Az 1830–31-es évadban milánói arisztokraták bérelték a Teatro Carcanót. A La Scalához hasonlóan színvonalas műsort kívántak nyújtani, ezért a kor két már nevet szerzett komponistáját kérték fel új mű írására. Az egyik Gaetano Donizetti volt, aki az évadnyitásra a Boleyn Annát szállította, a másik megbízott szerző Bellini volt. Romanival először Victor Hugo Hernanijából akartak operát írni, de a cenzúra nem engedélyezte a forradalmi tárgyú művet (Verdinek sikerült tizennégy évvel később színpadra vinnie a drámát), ezért a 19. század elején népszerű zenés színpadi témát, az alvajárást választották. A bel canto idején szokatlan módon, a komoly operát falusi környezetbe helyezték. Bellini a komponáláskor felhasználta a megkezdett Hernani-opera és korábbi, sikertelen műve, a Zaira részleteit. A főszerepek Giuditta Pasta és Giovanni Battista Rubini számára íródtak.

## Szereplők
| Szereplő                                      | Hangfekvés   |
| --------------------------------------------- | ------------ |
| Rodolfo gróf, a falu ura                      | basszus      |
| Teresa, molnárnő                              | mezzoszoprán |
| Amina, Teresa fogadott leánya, Elvino jegyese | szoprán      |
| Elvino, a falu gazdag földbirtokosa           | tenor        |
| Lisa, fogadósné, szerelmes Elvinóba           | szoprán      |
| Alessio, paraszt, szerelmes Lisába            | basszus      |
| Jegyző                                        | tenor        |
| Parasztok (vegyeskar)                         |              |

## Cselekménye
Hely: falu Svájcban.
[Amina Rodolfo gróf törvénytelen gyermeke, akit Teresa nevelt fel.]

### Első felvonás
1. kép: tér a fogadó előtt, háttérben egy malom
A falu népe vidáman ünnepli Aminát, aki ma adja kezét Elvinónak. Egyedül Lisa nem örül, mert ő szeretett volna a gazdag fiatalember hitvese lenni. Megérkezik a jegyző, aláírják a házassági szerződést, majd egy előkelő ismeretlen úr jelenik meg akiről még senki sem tudja hogy ő Rodolfo gróf. Teresa elmesél egy történetet a környék réméről aki éjjel szokta háborgatni a jámbor lelkeket. Az idegen nem hisz belőle egy szót sem, majd Lisával a fogadóba távozik.
2. kép: szoba a fogadóban
Lisa rettenetesen örül, mert a faluban ő tudta meg elsőnek, hogy az idegen nem más mint Rodolfó gróf. A grófot nem zavarja, hogy lelepleződött, sőt, udvarolgatni kezd Lisának. Egyszer csak a nyitott ablakon át egy fehér ruhás alak lép be a szobába. Lisa gyorsan elrejtőzik miközben elveszti kendőjét. Rodolfó meglepetten ismeri fel Aminát, aki csukott szemmel befekszik a gróf ágyába. A gróf, hogy elkerülje a kísértést csendesen távozik. A falu népe közben megtudta hogy tulajdonképpen a gróf az idegen és köszönteni jön az uraságot, legnagyobb meglepetésükre azonban Aminát találják a szobában. A hír eljut Elvinohoz, aki haraggal átkozza meg a hűtlennek hitt lányt és hallani sem akar többé róla.

### Második felvonás

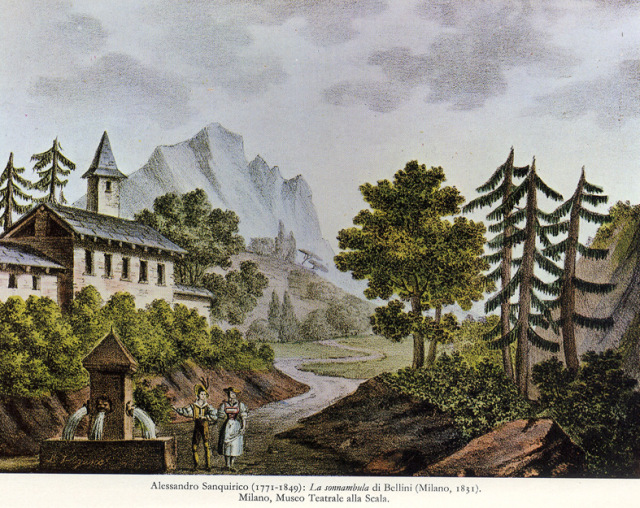
Alessandro Sanquirico díszletterve az ősbemutatóhoz (II. felvonás 1. kép)

1. kép: kis árnyas völgy a falu és a kastély között
A falu népe felkerekedett, hogy a grófi kastélyban kérje urát, bizonyítsa a kétségbeesett lány ártatlanságát. Maga Amina is jön, akiben csak Teresa anyai gondoskodása tartja a lelket. Szerencsétlenségükre találkoznak Elvinóval, aki dühében jegyese arcába vágja annak karikagyűrűjét.

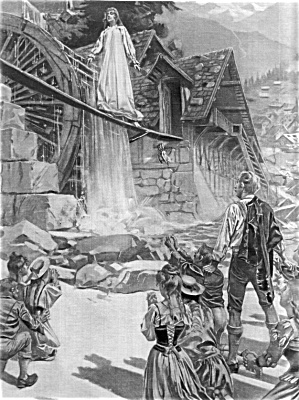
A finálé jelenete. William de Leftwick Dodge festménye 1899-ből

2. kép: falu, a háttérben Teresa malma
Másnap Lisa boldogan készül az esküvőre, már éppen indulnak amikor Rodolfo útjukat állja. Elmondja, hogy került a szobájába Amina alvajáróként. A történetet azonban Elvino nem hiszi el, ahogy a falu népe sem. A nászmenet másodszor is elindul, de most Teresa állja útjukat és előveszi Lisa zsebkendőjét amelyet a gróf ágyában talált. Ebben a pillanatban Amina alvajáróként kilép a malom ablakán és egy vékony deszkán biztonsággal végigmegy a forgó malomkerekek felett. Most már Elvino is elhiszi a gróf magyarázatát, tehát már semmi nem akadályozza kettejük boldogságát.

## Diszkográfia
Eva Lind (Amina), William Matteuzzi (Elvino), Petteri Salomaa (Rodolfo gróf), Sonia Ganassi (Teresa) stb.; Holland Nemzeti Vándoropera Énekkara, Keletholland Zenekar, vez.: Gabriele Bellini (1991) Arts 47291-2